# Colette Baron-Reid
Colette Baron-Reid (n. 17 iulie 1958 la Toronto, Ontario, în Canada) este consilier spiritual, cântăreață, autor și personalitate radio din Canada.

## Copilăria și adolescența
Părinții săi, imigranți din Europa, au crescut-o împreună cu sora ei, la Toronto.
A urmat cursurile Colegiului Havergal, apoi a absolvit la Universitatea Carleton, în Ottawa, Ontario.

## Cariera
La vârsta de 41 de ani a semnat un contract cu EMI Records Canada. A lansat două CD-uri „Magdalene's Garden”(produs de Eric Rosse) și I Am/Grace. A renunțat la contract în 2006 când s-a concentrat către o carieră de autor și public speaker.
A contractat lansarea a două cărți la Hay House în 2006, iar în 2010 a lansat „Harta”(The Map), publicată și în limba română, la editura ACT și Politon.
În 2012 a publicat la Random House, cea de-a patra sa carte, cu titlul „Weight Loss For People Who Feel Too Much”.

## Emisiuni TV
În 2014, Colette Baron-Reid a filmat 26 de episoade pentru propria sa emisiune la televiziunea canadiană. De-a lungul carierei sale, a apărut în nenumprate show-uri tv, dintre care cea mai notabilă prezență a fost la emisiunea Dr. Phil, în două rânduri.

## Emisiuni Radio
Între anii 2006 și 2011 a fost gazda emisiunii „The Colette Baron-reid Show” la Hay House Radio, în fiecare joi. De asemenea, a prezentat emisiunea „Buddha Lounge” împreună cu Natasha Dern la CFRB 1010 AM Talk Radio în Toronto. Din 20111 și până în prezent, Colette Baron-Reid are doă emisiuni la NewSkyRadio.com.

## Discografie
- Magdalene's Garden (2001)
- I Am/Grace (2005)
- Journey Through The Chakras (2007)
- Messages from Spirit 4-CD: Exploring Your Connection to Divine Guidance (2008)
- Weight Loss for People Who Feel Too Much: A 4-Step, 8-Week Plan to Finally Lose the Weight, Manage Your Emotions, and Find Your Fabulous Self(Jan 1, 2013)

## References
1. ↑  Autoritatea BnF, accesat în 10 octombrie 2015
2. ↑  The Times of Our Lives: Extraordinary True Stories of Synchronicity, Destiny, Meaning, and Purpose, by Louise L. Hay, Jill Kramer, Published by Hay House, Inc., 2006.